# The Adventure of the Hasty Elopement
The Adventure of the Hasty Elopement è un cortometraggio muto del 1914 diretto da Charles M. Seay.
Nono episodio del serial Octavius, the Amateur Detective.

## Trama
Una ragazza in fuga ruba l'automobile dell'investigatore dilettante, coinvolgendolo in un rocambolesco inseguimento.

## Produzione
Il film fu prodotto dalla Edison Company.

## Distribuzione
Distribuito dalla General Film Company, il film - un cortometraggio in una bobina - uscì nelle sale cinematografiche statunitensi il 21 settembre 1914. Copia della pellicola viene conservata negli archivi del Museum of Modern Art di New York.